# Isoetes ecuadoriensis
Isoetes ecuadoriensis är en kärlväxtart som beskrevs av Erik Asplund. Isoetes ecuadoriensis ingår i släktet braxengräs, och familjen Isoetaceae. Inga underarter finns listade i Catalogue of Life.